# Бишофсхайм-ан-дер-Рён
Би́шофсхайм-ан-дер-Рён (нем. Bischofsheim an der Rhön) — город и городская община в Германии, в земле Бавария. 
Подчинён административному округу Нижняя Франкония. Входит в состав района Рён-Грабфельд.  Население составляет 4811 человек (на 31 декабря 2010 года). Занимает площадь 67,72 км². Официальный код  —  09 6 73 117.
Городская община подразделяется на 5 городских районов.

## Население
По оценке на 31 декабря 2015 года население общины Бишофсхайм-ан-дер-Рён составляет 4698 чел. 

| Дата      | 1840 | 1871 | 1900 | 1925 | 1939 | 1950 | 1961 | 1970 | 1987 | 2011 |
| --------- | ---- | ---- | ---- | ---- | ---- | ---- | ---- | ---- | ---- | ---- |
| Население | 4296 | 3875 | 3529 | 3647 | 4077 | 4927 | 4809 | 4942 | 4610 | 4857 |

| Год       | 1960 | 1970 | 1980 | 1990 | 2000 | 2009 | 2010 | 2011 | 2012 | 2013 | 2014 | 2015 |
| --------- | ---- | ---- | ---- | ---- | ---- | ---- | ---- | ---- | ---- | ---- | ---- | ---- |
| Население | 4861 | 4929 | 4678 | 4809 | 5157 | 4838 | 4811 | 4798 | 4794 | 4755 | 4702 | 4698 |

## Фотогалерея

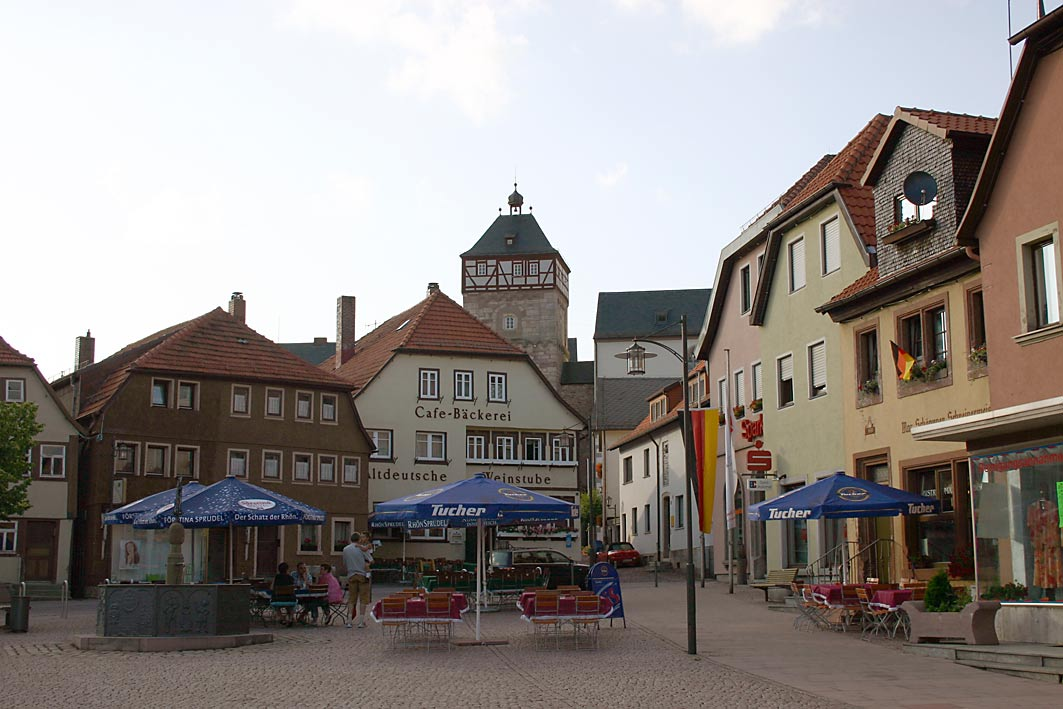
Рыночная площадь
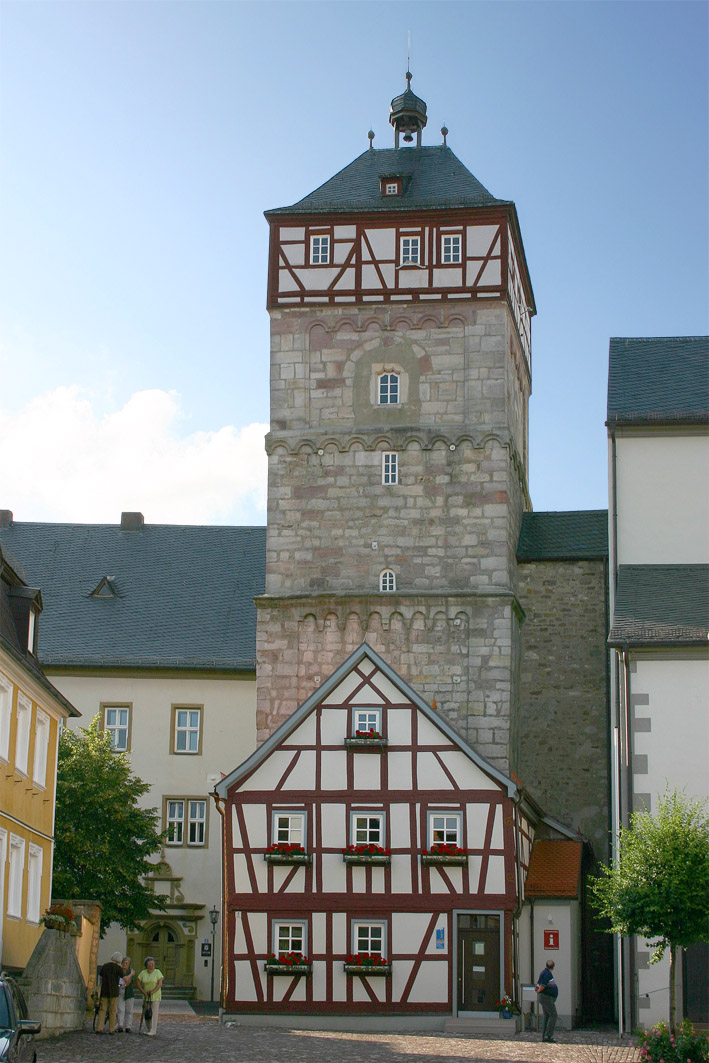
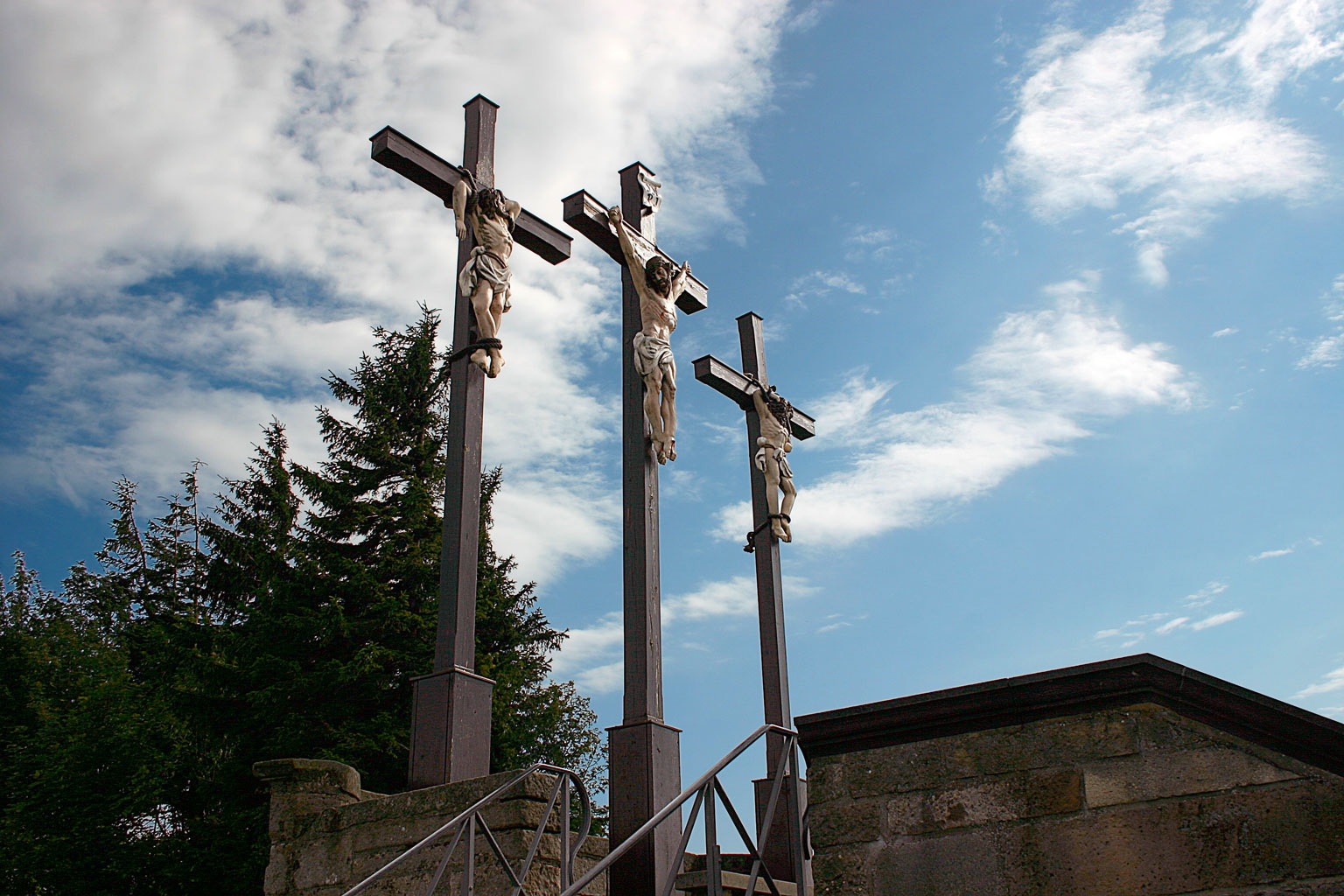